# Lagrangeova závorka
Lagrangeova závorka označuje matematický výraz podobný Poissonově závorce. Lagrangeovy závorky zavedl Joseph Louis Lagrange pro matematickou formulaci klasické mechaniky. Na rozdíl od Poissonových závorek nejsou příliš využívány.

## Vyjádření v kanonických souřadnicích
Mějme ve fázovém prostoru s kanonickými souřadnicemi {\displaystyle (q_{i},p_{j})}. Je-li každá z kanonických souřadnic vyjádřena jako funkce dvou proměnných {\displaystyle u} a {\displaystyle v}, pak Lagrangeova závorka {\displaystyle u} a {\displaystyle v} je určena výrazem
{\displaystyle [u,v]=[u,v]_{p,q}=\sum _{i=1}^{N}\left({\frac {\partial q_{i}}{\partial u}}{\frac {\partial p_{i}}{\partial v}}-{\frac {\partial p_{i}}{\partial u}}{\frac {\partial q_{i}}{\partial v}}\right)}
Lze dokázat, že hodnota Lagrangeovy závorky {\displaystyle [u,v]} je invariantní vůči kanonickým transformacím, tzn.
{\displaystyle [u,v]_{p,q}=[u,v]_{P,Q}}
Není tedy nutno uvádět, ke kterým kanonickým souřadnicím se Lagrangeova závorka vztahuje.